# Madsen (Band)
Madsen ist eine Indie-Rock-Band aus Prießeck, einem Ortsteil von Clenze im Wendland. Drei der fünf Gründungsmitglieder sind Brüder, so ist deren Familienname Name ihrer Band geworden: Madsen. Ihre Musik setzt sich aus Elementen des Rock, Punk und Pop zusammen. Die Texte werden von Sebastian Madsen fast ausschließlich auf Deutsch verfasst.

## Geschichte
Die Brüder Madsen begannen schon früh Musik zu spielen. Mitte der 1990er-Jahre traten sie erstmals unter dem Namen Ganz Klar! auf, Ende der 1990er-Jahre gründeten sie gleich zwei Bands, Alice’s Gun und Hoerstuatz. Während die eine mehr in Richtung Hard Rock tendierte, experimentierte die andere mit Hip-Hop/Crossover-Elementen. In den Jahren 2000 bis 2002 wurde die Entwicklung der Band Hoerstuatz von der NDR-Dokumentaristin Roswitha Ziegler begleitet.
Mit dem Wunsch, sich sowohl musikalisch als auch textlich weiterzuentwickeln, benannte sich die Band 2004 in Madsen um. Mit einer Reihe von lokalen und regionalen Auftritten wurden sie zu einer Art von Lokalmatadoren. Durch das Einsenden von Demoaufnahmen wurde die Plattenfirma Universal Music auf die Band aufmerksam, und Ende 2004 wurde ein entsprechender Vertrag unterzeichnet. Im Januar erschien die erste Single Die Perfektion und im Mai 2005 das erste Album Madsen.

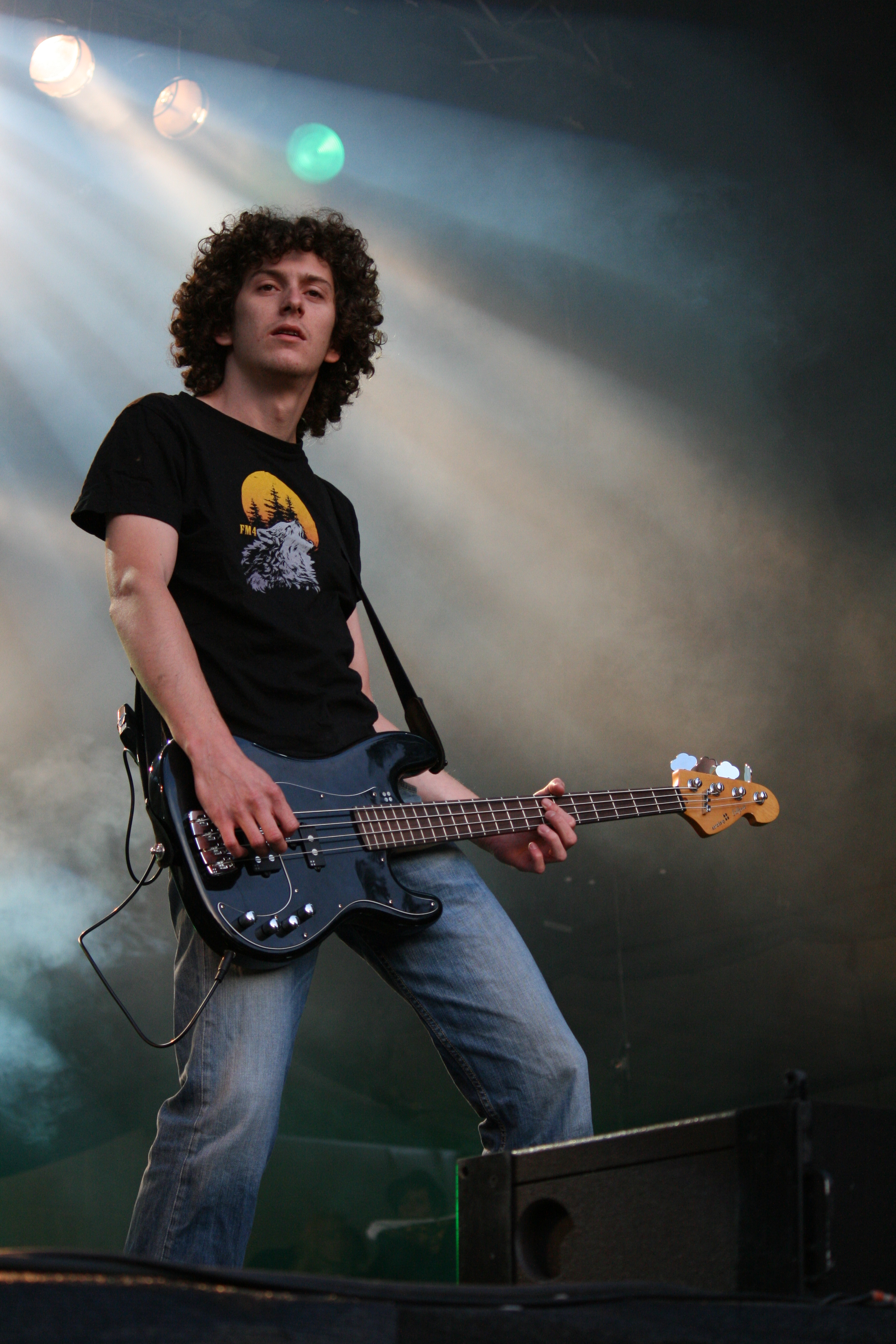
Niko Maurer

Nachdem die Band bis Ende 2004 nur vor kleinem Publikum gespielt hatte, erhielt sie nun, auch durch entsprechende Werbemaßnahmen von Universal, die Möglichkeit, auch auf großen Bühnen und bei allen großen Freiluft-Musikfestivals in Deutschland zu spielen, verbunden mit Promotion-Auftritten bei MTV und verschiedenen Radiostationen.
So waren sie 2005 auf Tour und spielten unter anderem auf den Festivals Rock im Park, Rock am Ring, auf dem Highfield-Festival sowie auf dem Hurricane-Festival und dessen Schwesterfestival Southside, außerdem als Vorband bei Avril Lavigne. Im Juni 2006 spielten Madsen am dritten Festival-Tag auf dem Nova Rock, bei dem auch Metallica, Motörhead, Placebo, Apocalyptica und Guns N’ Roses auftraten.
Im August 2006 wurde das zweite Album Goodbye Logik veröffentlicht, womit sie erstmals in die Top 10 gelangten. Auf der gleichnamigen Tour waren sie von September 2006 bis zum April 2007 unterwegs. Im Mai 2007 nahm die Band an der MTV-Sendung „Band Trip“ teil, bei der es sich um ein mehrtägiges Rennen quer durch Europa handelte, während dessen unterschiedliche musikalische Aufgaben erfüllt werden mussten. Der Gegner von Madsen war hierbei die Band Itchy Poopzkid, die das Rennen knapp für sich entscheiden konnten. Im Anschluss spielten Madsen im Sommer 2007 auf vielen kleinen Festivals.
Nach den Sommer-Festivals fingen Madsen im Herbst 2007 in Bochum mit den Aufnahmen zum dritten Studioalbum an. Das Album erschien am 7. März 2008 und trägt den Namen Frieden im Krieg. Die erste Single des Albums wurde der Song Nachtbaden, mit dem Madsen am 14. Februar 2008 beim Bundesvision Song Contest 2008 in Hannover für Niedersachsen antraten und den vierten Platz belegten. Danach wurde die zweite Single Verschwende Dich nicht samt Video veröffentlicht, die bis auf Platz 93 der deutschen Charts kletterte.
Im Sommer 2008 tourten die Niedersachsen wie schon in den letzten Jahren über die Festivalbühnen Deutschlands, zum Beispiel bei Rock am Ring, area4 und dem Hurricane-Festival. Am 17. Oktober 2008 wurde die dritte Single aus dem Album Frieden im Krieg, Liebeslied, veröffentlicht.
Mitte September 2009 gab Keyboarder Folkert „Folli“ Jahnke seinen Ausstieg aus der Band aus persönlichen Gründen auf der Homepage und der MySpace-Seite der Band bekannt. Offen blieb hierbei, inwiefern er noch an der laufenden Produktion des nächsten Albums beteiligt war – die Band hatte per MySpace immer wieder Hinweise auf die Arbeit daran gegeben. Noch vor der Veröffentlichung des Albums kam mit Lisa Nicklisch (bekannt auch als Lisa Who) im März 2010 eine Frau in die Band. Sie steht bei Liveauftritten am Keyboard und singt vor allem Background, aber auch teilweise im Duett mit Sebastian Madsen.
Das vierte Studioalbum Labyrinth wurde am 23. April 2010 veröffentlicht und sollte von einer Tour im Mai begleitet werden. Nach einem Sturz aus fünf Metern Höhe, bei dem sich der Sänger Sebastian Madsen bei einem Videodreh einen Trümmerbruch der linken Hand zuzog, musste die Tour allerdings in den Winter verschoben werden. Nur die Festivaltermine konnten nicht verschoben werden.
Im Jahr 2011 trat Madsen wieder bei Rock am Ring und Rock im Park auf. Immer längere Spielzeiten zeigen die steigende Popularität der Band. Auf Einladung des Goethe-Instituts gaben Madsen im Oktober und November 2011 elf Gastauftritte an Schulen in den USA. Die Konzerte waren Schülern der jeweiligen Schulen vorbehalten und fanden in der Regel am Vormittag statt. Die Band agierte als Botschafter der deutschen Sprache. Ein weiteres Studioalbum wurde am 17. August 2012 unter dem Namen Wo es beginnt veröffentlicht.
In dem Spielfilm Systemfehler – Wenn Inge tanzt aus dem Jahr 2013 spielt sich die Band in einem kurzen Auftritt selbst. Der Film handelt von einer fiktiven Schülerband, die sich über einen Auftritt als Vorband bei einem Madsen-Konzert einen Plattenvertrag zu erspielen versucht.
Im Dezember 2013 tourten Madsen innerhalb einer Woche durch fünf Hamburger Clubs. Unter dem Motto „5 Alben – 5 Nächte“ präsentierte die Band an jedem Abend ein Album in kompletter Länge. Passend zur Bandkarriere wurden die Clubs von Abend zu Abend größer: Molotow (Album: Madsen), Logo (Album: Goodbye Logik), Knust (Album: Frieden im Krieg), Gruenspan (Album: Labyrinth) und Markthalle (Album: Wo es beginnt). Es gab Gastauftritte anderer Künstler wie König Boris von Fettes Brot, Thees Uhlmann oder Porky von Deichkind. Die Konzerte in Hamburg wurden allesamt aufgezeichnet. 26 Lieder wurden ausgewählt und auf dem ersten Live-Album der Band 10 Jahre Madsen Live zum zehnjährigen Bandjubiläum am 13. Juni 2014 veröffentlicht. Nach einigen Sommerfestivals spielten Madsen im Oktober und November 2014 eine Clubtour in zehn kleineren Städten in Deutschland. Auf den Konzerten kündigte die Band ihr sechstes Album für das Jahr 2015 an. Es erschien am 14. August 2015 mit zwölf neuen Titeln unter dem Namen Kompass. In diesem Monat ging Madsen zum zweiten Mal für Niedersachsen beim Bundesvision Song Contest 2015 an den Start. Mit ihrem Lied Küss mich lagen sie am Ende auf Platz 4 von 16 Teilnehmern.
2017 schrieb Sänger und Gitarrist Sebastian Madsen die Musik für Max Richard Leßmanns erstes Soloalbum Liebe in den Zeiten der Follower, welches stilistisch im Swing, französischen Chanson und Schlager der Weimarer Republik wurzelt. Am 15. Juni 2018 erschien das neue Album Lichtjahre, mit dem sie Mai 2018 eine kleine Tour in fünf Städten spielten. Eine weitere Tour Ende 2018 mit dem gleichen Titel wurde angekündigt.
2020 erschien das deutlich punklastigere Album Na gut dann nicht.
Im September 2022 veröffentlichte Sebastian Madsen sein erstes Soloalbum Ein bisschen Seele über Isbessa. Die Band hat darauf einen Gastauftritt.
Am 18. August 2023 erschien das neunte Madsen-Album mit dem Titel Hollywood.
Am 6. Dezember 2024 veröffentlichte die Band ein Weihnachtsalbum mit dem Titel Die Weihnachtsplatte. Darauf enthalten sind 11 selbst geschriebene Weihnachtslieder, unter anderem auch das bereits im Vorjahr veröffentlichte Es geht wieder los.

## Mitglieder

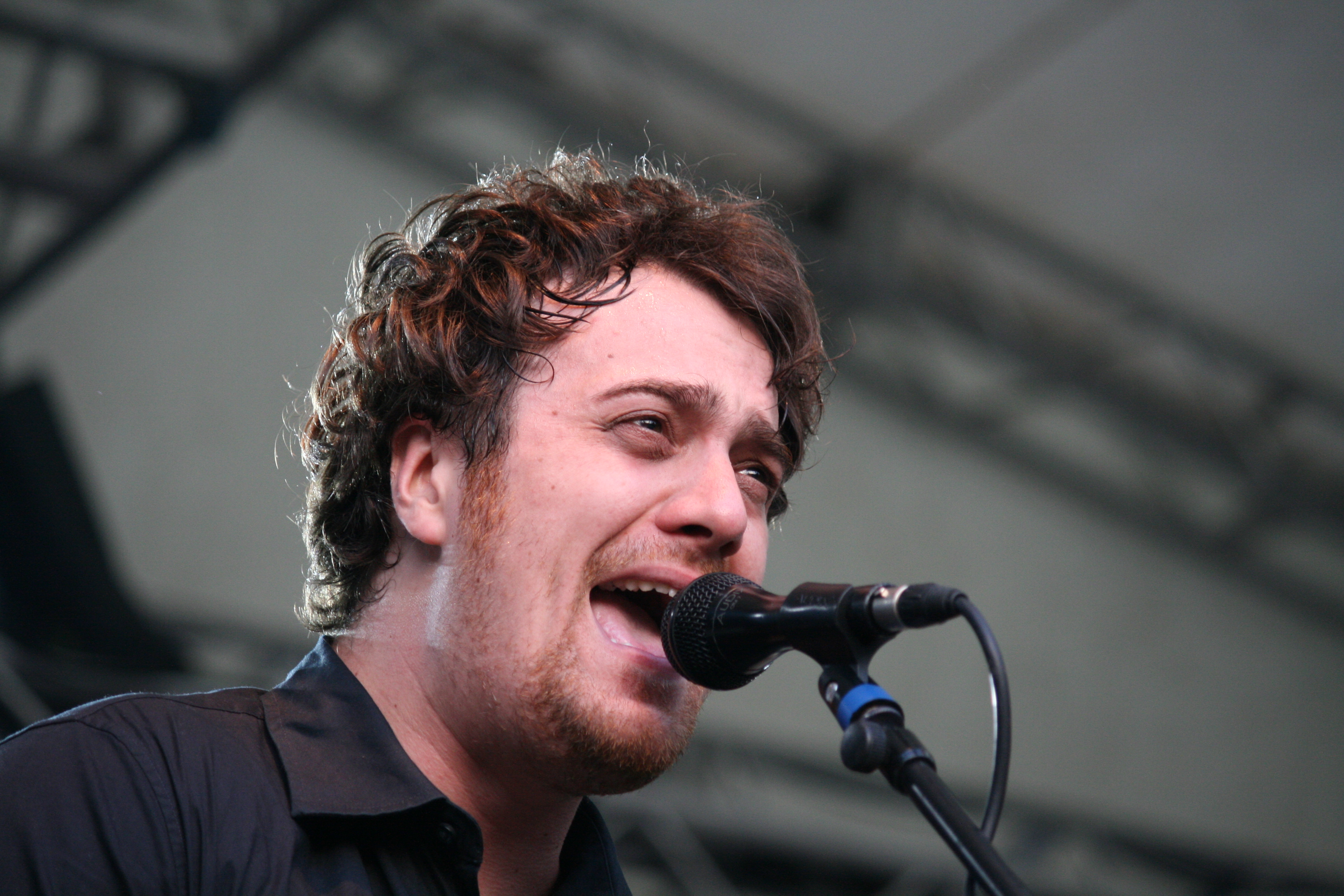
Johannes Madsen
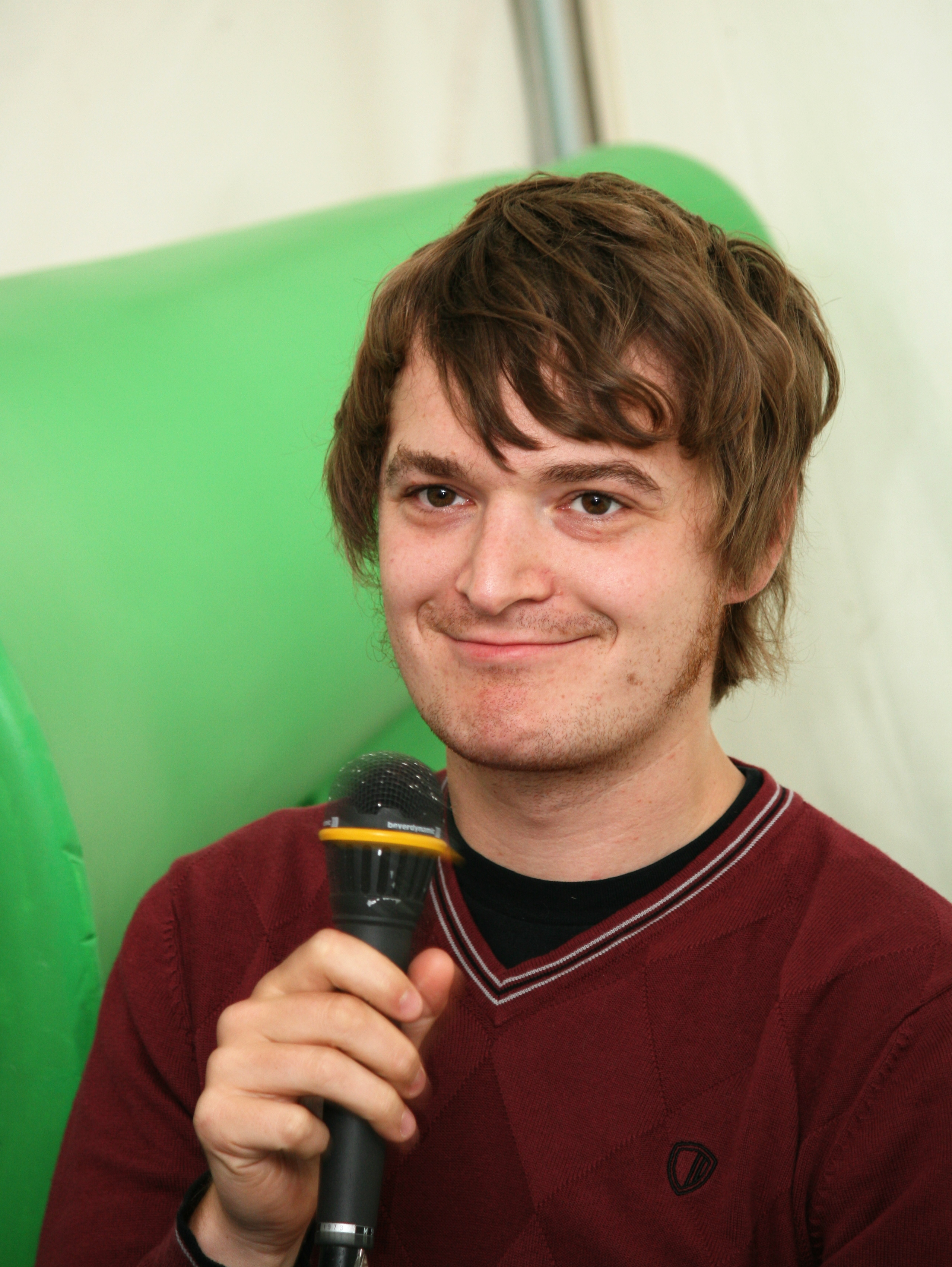
Sebastian Madsen
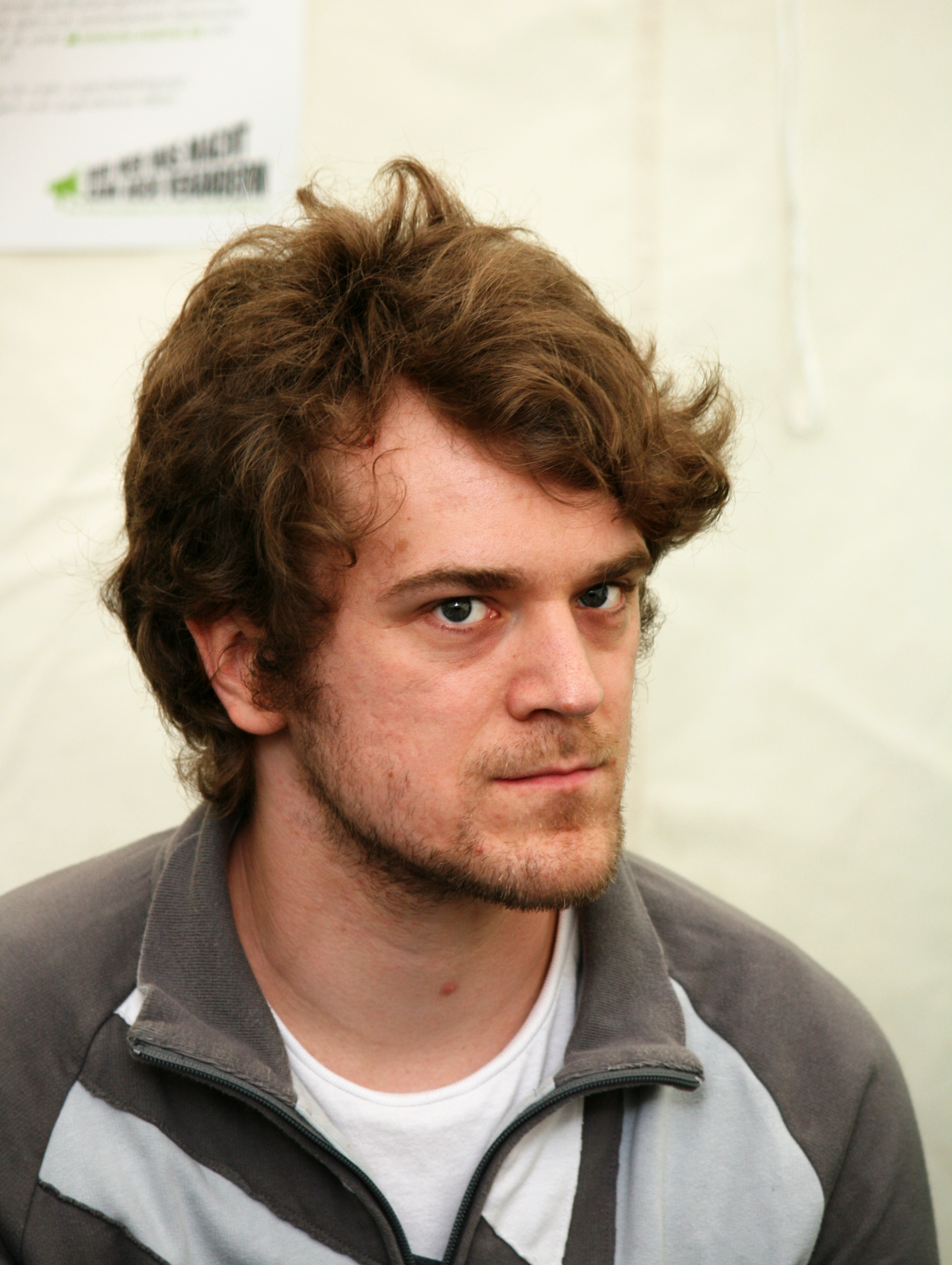
Sascha Madsen
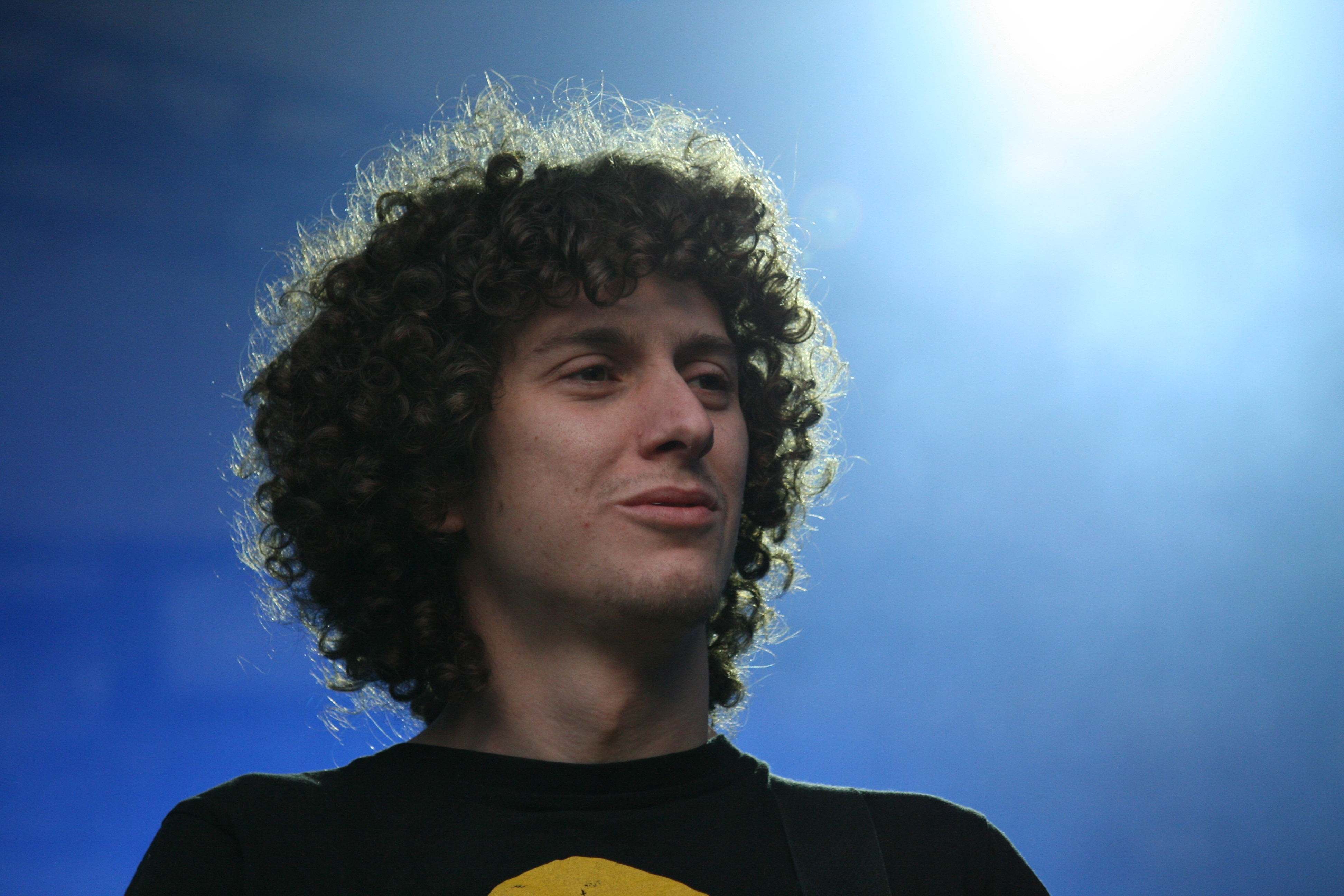
Niko Maurer

## Engagement

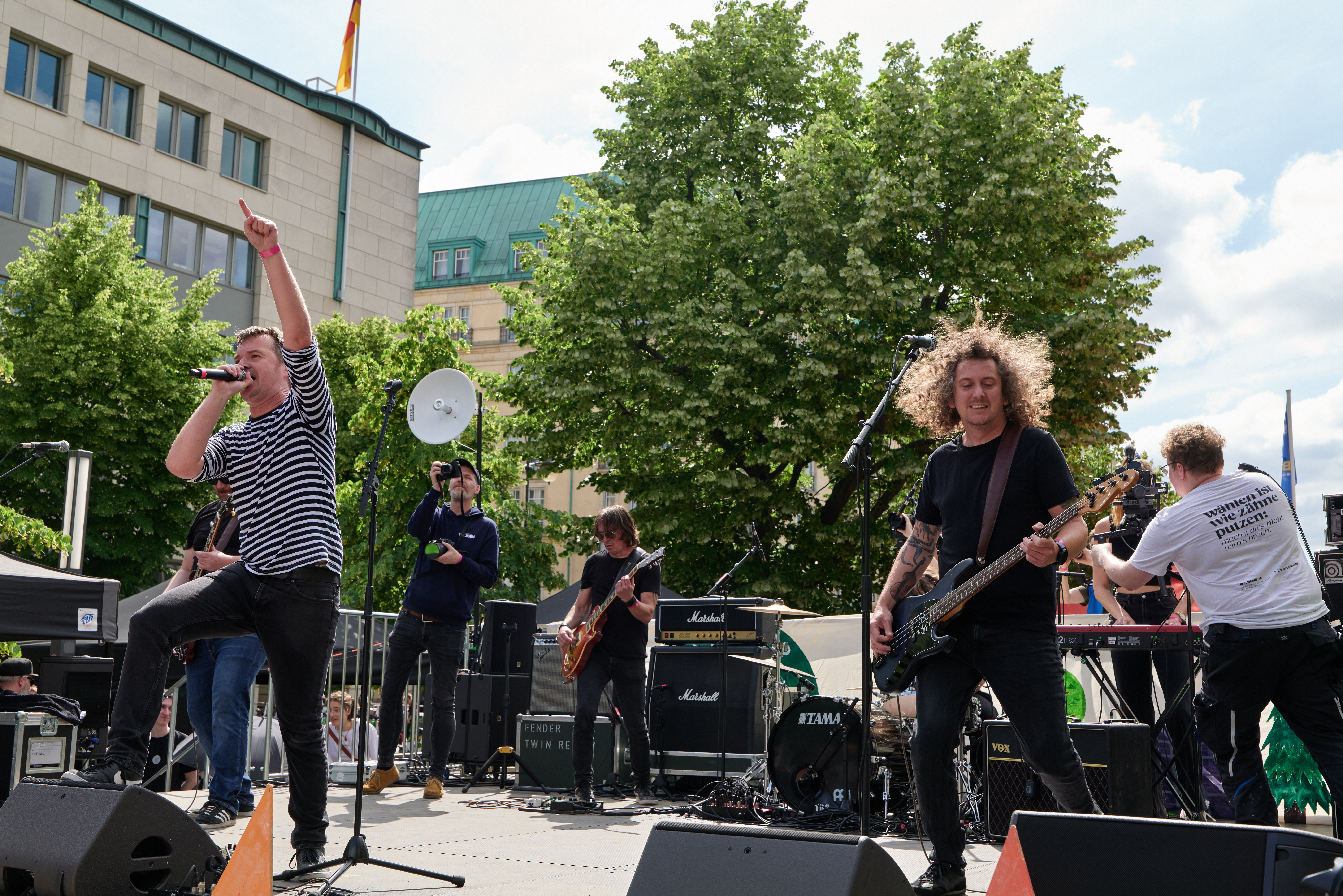
Auftritt bei einer Demonstration von Fridays for Future vor der Europawahl 2024.

Madsen engagieren sich gegen Rechtsradikalismus. So sind sie beispielsweise auf der von ZSK initiierten DVD Kein Bock auf Nazis zu sehen oder äußern sich bei Fernsehauftritten und Interviews mit Parolen wie „Nazis Raus“. Auch gegen den Transport hochradioaktiver Abfälle ins Zwischenlager im wendländischen Gorleben engagiert sich die Band. So spielte sie auf der Großdemonstration gegen den bevorstehenden Transport von elf Castorbehältern aus der französischen Wiederaufarbeitungsanlage La Hague am 8. November 2008 vor 16.000 Menschen.
Madsen sind seit 2017 Jubiläumsbotschafter der v. Bodelschwinghschen Stiftungen Bethel.

## The Real Hits
Da bei den Proben der Band immer wieder genrefremde Lieder entstanden, entschloss sich die Band, diese unter Pseudonymen auf dem selbstgegründeten Label The Real Hits kostenlos zu veröffentlichen. So finden sich dort Ausflüge in den Hip-Hop, Schlager und in die Neue Deutsche Welle.

## Diskografie
Studioalben

| Jahr | Titel Musiklabel                       | Höchstplatzierung, Gesamtwochen, AuszeichnungChartplatzierungen (Jahr, Titel, Musiklabel, Platzierungen, Wochen, Auszeichnungen, Anmerkungen) | Höchstplatzierung, Gesamtwochen, AuszeichnungChartplatzierungen (Jahr, Titel, Musiklabel, Platzierungen, Wochen, Auszeichnungen, Anmerkungen) | Höchstplatzierung, Gesamtwochen, AuszeichnungChartplatzierungen (Jahr, Titel, Musiklabel, Platzierungen, Wochen, Auszeichnungen, Anmerkungen) | Anmerkungen                           |
| Jahr | Titel Musiklabel                       | DE | AT | CH | Anmerkungen                           |
| ---- | -------------------------------------- | --- | --- | --- | ------------------------------------- |
| 2005 | Madsen. Vertigo Records (UMG)          | DE23 (10 Wo.)DE | AT39 (9 Wo.)AT | — | Erstveröffentlichung: 30. Mai 2005    |
| 2006 | Goodbye Logik Vertigo Records (UMG)    | DE8 (7 Wo.)DE | AT18 (6 Wo.)AT | — | Erstveröffentlichung: 11. August 2006 |
| 2008 | Frieden im Krieg Vertigo Records (UMG) | DE6 (9 Wo.)DE | AT28 (4 Wo.)AT | — | Erstveröffentlichung: 7. März 2008    |
| 2010 | Labyrinth Vertigo Records (UMG)        | DE7 (4 Wo.)DE | AT25 (2 Wo.)AT | — | Erstveröffentlichung: 23. April 2010  |
| 2012 | Wo es beginnt Four Music (Sony)        | DE2 (7 Wo.)DE | AT4 (4 Wo.)AT | CH84 (1 Wo.)CH | Erstveröffentlichung: 17. August 2012 |
| 2015 | Kompass Four Music (Sony)              | DE5 (5 Wo.)DE | AT10 (3 Wo.)AT | — | Erstveröffentlichung: 14. August 2015 |
| 2018 | Lichtjahre Arising Empire (WMG)        | DE3 (5 Wo.)DE | AT20 (1 Wo.)AT | — | Erstveröffentlichung: 15. Juni 2018   |
| 2020 | Na gut dann nicht Arising Empire (WMG) | DE7 (3 Wo.)DE | AT55 (1 Wo.)AT | — | Erstveröffentlichung: 9. Oktober 2020 |
| 2023 | Hollywood Goodbye Logik (Indigo)       | DE1 (2 Wo.)DE | AT60 (1 Wo.)AT | — | Erstveröffentlichung: 18. August 2023 |

## Auszeichnungen
- 2005 Musikpreis des Verbandes der Deutschen Konzertdirektionen
- 2007 Praetorius-Förderpreis